# Llama Max-1

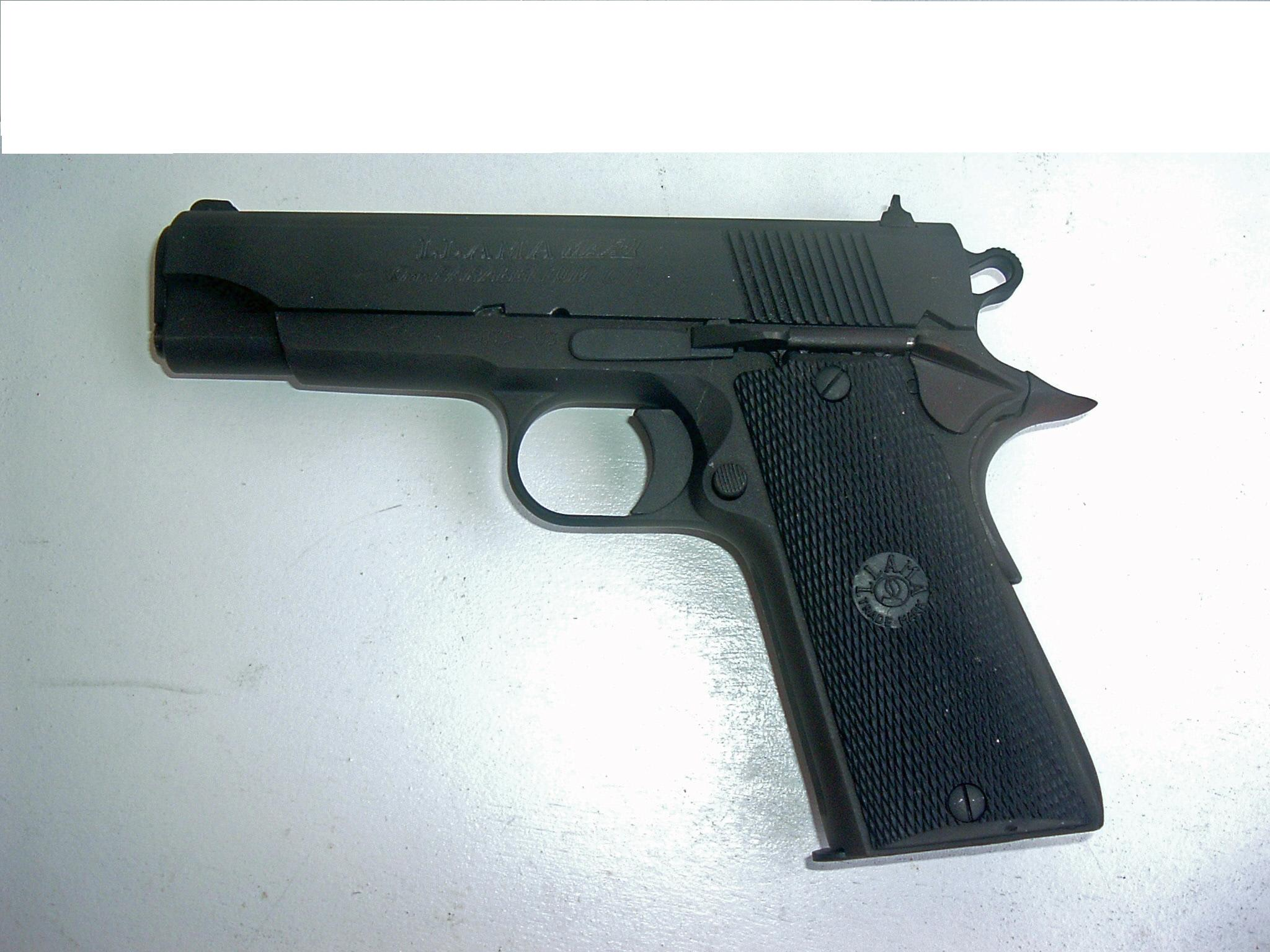
Le Llama Max 1

Le Llama Max-1 est un pistolet semi-automatique à simple action.
Fabriqué par la firme espagnole Llama Gabilondo y Cia SA, il est l'exacte réplique du colt 1911. Arme tout en acier, robuste et toujours précis, il fonctionne selon le système Browning par biellette. Le canon est monté sur biellette, et lors du départ du coup, il recule avec la culasse, puis libère celle-ci, qui continue sa course en éjectant l'étui. De fabrication soignée il est décliné dans les couleurs noir, bronze, chrome ou les deux. Organe de visée Dot combat sights réglable, plaquette polymère et poignet sécurité.

## Caractéristiques
- Calibre : 45 acp, 40 S&W, 9 mm para
- Capacité du chargeur : 7 cartouches en 45, 8 cartouches en 40 S&W, 9 cartouches en 9 mm para
- Poids : 1,21 kg
- Longueur canon : 130 mm
- Longueur de l'arme : 216 mm
- Hauteur : 137 mm
- Distance entre mire : 150 mm